# EBay
eBay Inc. (pronunțat ibeĭ) este o companie americană de comerț și shopping online care deține diverse site-uri web și face afaceri pe Internet, aparținând astfel de branșa E-commerce. Tot „eBay” se numește și aplicația Internet principală a acestei companii. La ora actuală (2008) eBay este cea mai mare companie din lume axată pe licitații online. Compania a fost fondată în 1995 de către Pierre Omidyar în orașul San José, California, SUA, inițial sub numele "auctionweb". Între timp, începând cu 2011, ea s-a extins în circa 30 de țări de pe glob, printre care și în Anglia, Franța, Italia, Germania, Austria, Elveția ș.a. Relativ recent eBay a cumpărat companiile de renume mondial PayPal, Skype, StubHub și altele; ulterior însă Skype a fost cumpărată de către Microsoft iar PayPal a devenit companie independentă.
Pe parcursul anilor afacerea firmei, se poate spune și piața afectată, care la început a fost "de la persoană particulară la persoană particulară" ("Consumer-To-Consumer" sau C2C), au devenit din ce în ce mai mult o platformă "de la comerciant la persoană particulară" ("Business-to-Consumer" sau B2C), altfel spus, a evoluat de la talcioc la prăvălie, deoarece pe lângă persoanele particulare, care de obicei vând obiecte mai mult sau mai puțin uzate, acum mai există și foarte mulți comercianți profesioniști cu articole în stare nouă cu garanție.
Site-ul este gratuit pentru cumpărători, însă vânzătorii plătesc taxe pentru postarea articolelor după un număr limitat de înregistrări gratuite și, din nou, atunci când acele articole sunt vândute.

## Istoric

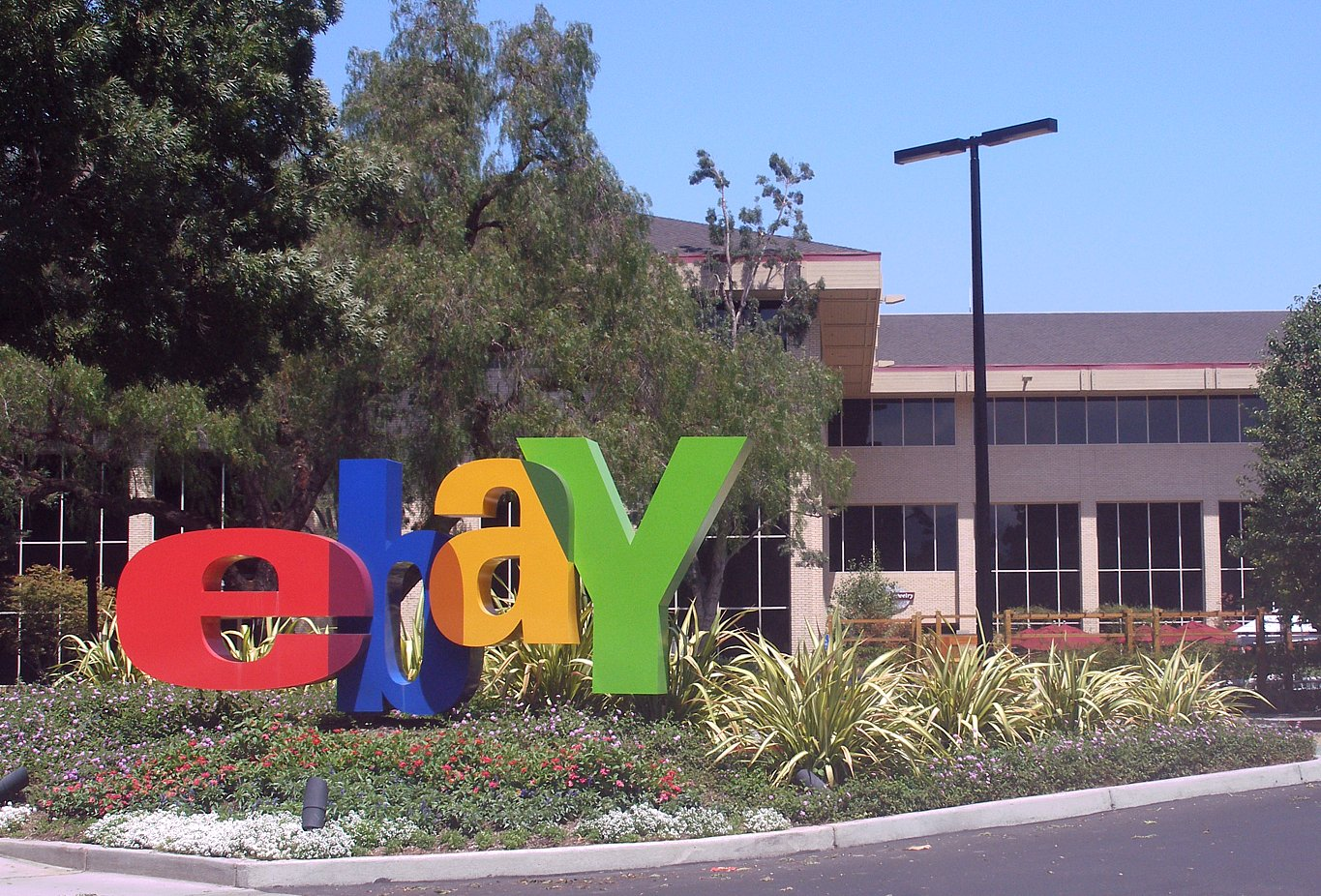
Sediul eBay din San Jose.

### Achiziții
Lista companiilor achiziționate de eBay este lungă. Iată câteva exemple:
- În anul 2005 eBay a achiziționat cu 620 de milioane de dolari un site specializat în compararea ofertelor magazinelor online, http://shopping.com Arhivat în 26 septembrie 2011, la Wayback Machine. [6] .
- Tot în 2005, în decembrie, eBay a preluat compania furnizoare de servicii de telefonie prin internet Skype, tranzacția fiind estimată la aproximativ 4,1 miliarde de dolari [6] .
- Ulterior, în 2007, eBay a vândut Skype pentru suma de 1,9 miliarde dolari [7] .
- În martie 2011 eBay a achiziționat GSI Commerce, companie ce oferă servicii de marketing și e-commerce interactive, pentru suma de 2,4 miliarde dolari [8] .

## Aplicația eBay
Pentru a folosi aplicația Internet eBay nu este nevoie de niciun software special, drept care utilizatorii nu-și consumă timpul cu descărcarea, instalarea sau întreținerea vreunui software. Mai întâi se activează browser-ul standard, se introduce adresa site-ului eBay din țara dorită și deja oricine poate citi toate ofertele de produse și servicii. Pentru a oferi sau a cumpăra produse este însă nevoie de o înregistrare prealabilă, cu identificator și parolă alese special pentru această aplicație.
Aplicația eBay este deci o aplicație de tip „Software as a service”, sau mai general: cloud computing, aparținând și de fenomenul mai recent numit Web 2.0.

## Afaceri de corporație

### Logo
În septembrie 2012, eBay a introdus un nou logo setat în fontul Univers, dar folosind o variantă mai subțire a acestuia, instalat pe site-ul web la 10 octombrie 2012. Acesta a înlocuit logo-ul cu o variație mai groasă a Univers-ului care a fost folosit de la înființarea sa în 1995. A fost introdusă și o siglă roșie, ebay cu setul de același tip, pentru a fi utilizată temporar pentru diferite sărbători.

1995–2012
2012–prezent

### Profit și tranzacții
eBay generează venituri printr-un sistem complex de taxe pentru servicii, cu caracteristici ale produselor și o taxă finală pentru veniturile vânzărilor de către vânzători. Începând cu luna noiembrie 2012, pe site-ul eBay.com din SUA, se percepe între 0,10 și 2 dolari, pe baza prețului de deschidere sau de rezervare, ca o taxă de introducere pentru o listă de bază de licitație fără nici un fel de ornamente. Taxa de valoare finală se ridică la 10% din valoarea totală a vânzării, care este prețul articolului plus costurile de transport. Prețurile fixe au o taxă de inserare de 0,30 dolari, iar taxa pentru valoarea finală variază în funcție de categorie și de valoarea totală a vânzării (de exemplu, 13% pentru DVD-uri și filme de până la 50 USD). Pe site-ul ebay.co.uk din Marea Britanie, se ia de la 0,15 Lire la o rată maximă de 3£ pentru 100£ pentru o listă ordinară și până la 10% din prețul final. Taxele de valoare finală reduse sunt disponibile clienților înregistrați în afaceri.
La 18 aprilie 2012, eBay a raportat o creștere a veniturilor de 29% în trimestrul I la 3,3 miliarde de dolari față de trimestrul I din 2011. Venitul net a fost raportat la 570 milioane dolari pentru acel trimestru.
Pentru anul fiscal 2017, eBay a raportat pierderi de 1.016 miliarde dolari, cu un venit anual de 9.567 miliarde USD, o creștere de 6.6% față de ciclul fiscal anterior. Acțiunile eBay au fost tranzactionate la peste 35 dolari pe acțiune, iar capitalizarea sa de piață a fost evaluată la peste 27,2 miliarde dolari în octombrie 2018.
| Anul | Venituri în mil.$(dolari) | Venit net în mil.$(dolari) | Total active în mil.$(dolari) | Prețul pe acțiune în $(dolari) | Angajați |
| ---- | ------------------------- | -------------------------- | ----------------------------- | ------------------------------ | -------- |
| 2005 | 4,552                     | 1,082                      | 11,789                        | 15.65                          |          |
| 2006 | 5,970                     | 1,126                      | 13,494                        | 13.00                          |          |
| 2007 | 7,672                     | 348                        | 15,366                        | 13.25                          |          |
| 2008 | 8,541                     | 1,779                      | 15,592                        | 9.58                           |          |
| 2009 | 8,727                     | 2,389                      | 18,408                        | 7.29                           |          |
| 2010 | 9,156                     | 1,801                      | 22,004                        | 9.68                           |          |
| 2011 | 11,652                    | 3,229                      | 27,320                        | 12.28                          |          |
| 2012 | 14,072                    | 2,609                      | 37,074                        | 16.61                          |          |
| 2013 | 8,257                     | 2,856                      | 41,488                        | 21.03                          | 33,500   |
| 2014 | 8,790                     | 46                         | 45,132                        | 21.01                          | 34,600   |
| 2015 | 8,592                     | 1,725                      | 17,755                        | 25.00                          | 11,600   |
| 2016 | 8,979                     | 7,266                      | 23,847                        | 27.08                          | 12,600   |
| 2017 | 9,567                     | −1,016                     | 25,981                        | 35.06                          | 14,100   |

## Detalii despre licitații
Felul cum decurge o licitație online la eBay diferă destul de mult de licitațiile tradiționale. Două exemple de diferențe:
- Ofertantul/furnizorul trebuie să stabilească sfârșitul licitației sale pentru o anumită zi, oră, minut și secundă;
- Afișajul nivelului curent la care s-a ajuns diferă de ultima ofertă făcută. Regulile exacte ale afișajului sunt însă publicate pe site.

În eBay există însă și vânzări la un preț fix, oferte permanente precum și alte variante de comerț.
În eBay se scot zilnic la licitație și deci se vând/cumpără global milioane de obiecte, noi sau utilizate, cum ar fi: obiecte pentru colecționari, decorațiuni, aparate casnice, aparate electronice, unelte, mobilă, autoturisme și piese de schimb, bijuterii, îmbrăcăminte, CD-uri cu muzică sau software, cărți și multe, multe altele. Începând din 2005 se vând și obiecte industriale și comerciale. Unele obiecte sunt unicate de mare valoare, altele însă se pot arunca direct la gunoi. În general se pot scoate la licitație orice fel de obiecte, cu condiția să nu fie ilegale (cum ar fi piei de animale ocrotite, droguri, marfă de contrabandă, bani falși ș.a.) și să nu contravină regulilor interne stabilite de eBay. Vânzătorii sunt întotdeauna obligați să descrie obiectul pus în vânzare cât mai corect și pot introduce și fotografii ale obiectului,  fiind responsabili pentru corectitudinea descrierii. De asemenea se pot scoate la vânzare sau licitație și servicii, nu numai obiecte.
Ocazional apar totuși în eBay și obiecte controversate, ca de ex. organe umane pentru transplant; marfă contrafăcută și falsificată; imitații de obiecte de marcă bună, descrise în mod mincinos drept marfă originală; copii ilegale de medii; articole de scandal oferite de cineva cu scopul intenționat de a se face cunoscut ș.a. Uneori un cumpărător amator nou nu-și poate da seama exact de situație și poate cădea în capcană. Totuși în eBay există și unele proceduri de împăciuire între vânzător și cumpărător.
Unele companii de renume își oferă produsele și serviciile și pe platforma eBay.